# 안승훈
안승훈(安承勳, 1959년 4월 3일 ~ )은 대한민국의 배우이다.

## 생애
본관은 순흥이며 경기도 인천시에서 출생한 그는 인천기계공업고등학교를 졸업한 뒤 2년 재수 끝에 1980년에 서울예술전문대학 연극학과에 입학을 하였으며 1985년 졸업하였다.
1980년 연극 배우로 첫 데뷔하였고 1983년 KBS 10기 공채 탤런트로 정식 데뷔를 하였다.
현재 2018년 KBS 2TV 일일연속극 끝까지 사랑을 마지막 촬영 끝으로 배우 생활을 접고 임정하랑 더불어 먼저 떠나고 2년 만에 연예계를 떠나 사업가가 되었다고 한다.

## 학력
- 1975년 ~ 1978년 인천기계공업고등학교
- 1980년 ~ 1985년 서울예술전문대학 연극학과 전문학사

## 경력
- 1983년 KBS 10기 공채 탤런트

## 출연

### 방송

#### 드라마
- 1985년 KBS 1TV 《새벽》- 한현우 역
- 1986년 KBS 1TV 《노다지》
- 1987년 KBS 1TV 《월행》
- 1988년 KBS 1TV 《따뜻한 남쪽나라》
- 1988년 KBS 2TV 《그 해 겨울은 따뜻했네》
- 1989년 KBS 1TV 《울밑에 선 봉선화》
- 1989년 KBS 2TV 《달빛가족》 - 김준길 역
- 1990년 KBS 2TV 《파천무》 - 김승규 역
- 1990년 KBS 1TV 《몽기미 풍경》
- 1990년 KBS 2TV 《우리 아빠 홈런》
- 1991년 KBS 2TV 《가을꽃 겨울나무》
- 1991년 MBC 《산너머 저쪽》 - 안도형 역
- 1992년 KBS 1TV 《삼국기》 - 나카노오에 가마카리 역
- 1992년 KBS 2TV 《대추나무 사랑걸렸네》 - 박동찬 역
- 1993년 KBS 1TV 《당신이 그리워질때》 - 상도 역
- 1995년 SBS 《고백》
- 1996년 KBS 2TV 《전설의 고향 - 1996년 - 구미호》
- 1996년 KBS 2TV 《첫사랑》 - 송왕기 역
- 1998년 MBC 《대왕의 길》 - 엄흥복 역
- 1998년 KBS 2TV 《종이학》- 권성주 역
- 1999년 SBS 《카이스트》 - 김덕만 역
- 2001년 KBS 1TV 《우리가 남인가요》
- 2003년 SBS 《야인시대》 - 이화룡 역
- 2004년 KBS 1TV 《불멸의 이순신》 - 정운 역
- 2005년 OCN 《가족연애사》
- 2006년 SBS 《연개소문》 - 검모잠 역
- 2008년 KBS 1TV 《큰 언니》 - 장 부장 역
- 2008년 KBS 2TV 《대왕 세종》 - 아이신기오로 충샨 역
- 2009년 KBS 2TV 《미워도 다시 한 번 2009》 - 김종만 역
- 2010년 KBS 2TV 《추노》 - 최사과 역
- 2011년 KBS 2TV 《가시나무새》 - 윤명구 역
- 2013년 KBS 2TV 《아이리스 2》 - 권영춘 역
- 2013년 KBS 2TV 《일말의 순정》 - 이화룡 역
- 2014년 KBS 1TV 《정도전》 - 민제 역
- 2015년 KBS 드라마 《Miss 맘마미아》 - 안 사장 역
- 2018년 KBS 2TV 《끝까지 사랑》 - 정태수 역 마지막 촬영

#### 시트콤
- 1998년 KBS 2TV 《행복을 만들어 드립니다》 - 대한물산 전무이사 안승훈 역 (카메오 출연)
- 2009년 TvN 《세남자 2009》 - (카메오 출연)

#### 어린이
- 2014년 EBS 1TV 《플루토 비밀결사대》 - 진상호 역

#### 라디오
- 2015년 EBS FM 《EBS 책 읽는 라디오 낭독 시리즈》

### 영화
- 1990년 《용감한 사람들》
- 1990년 《물의 나라》
- 1991년 《미아리 텍사스》
- 1995년 《햅빙오》

### 공연

#### 연극
- 1994년 《꺼삐딴 리》 - 이인국 박사 역

#### 뮤지컬
- 1996년 《아가씨와 건달들》 - 베니 사우드스트릿 역

### 광고
- 1991년 태평양화학 리도 방글